# フェデリコ・マリゴース
フェデリコ・マリゴース（Federico Marigosu 、2001年4月21日 - ）は、イタリア・カリャリ出身のサッカー選手。トラーパニ・カルチョ所属。ポジションは、ミッドフィールダー。

## クラブ歴
カリアリのユースチームで育成され、2020年7月26日、セリエAのウディネーゼ戦でデビューを果たした。
2020年9月11日、オルビアへローン移籍で加入した。
2021年7月13日、グロッセートにローン移籍に出された。
2022年7月27日、トラーパニ・カルチョに移籍した。

## 個人成績

### クラブ
2020年7月27日現在
| クラブ   | シーズン | リーグ  | リーグ | リーグ | カップ | カップ | 合計 | 合計 |
| クラブ   | シーズン | リーグ  | 出場   | 得点   | 出場   | 得点   | 出場 | 得点 |
| -------- | -------- | ------- | ------ | ------ | ------ | ------ | ---- | ---- |
| カリアリ | 2019-20  | セリエA | 1      | 0      | 0      | 0      | 1    | 0    |
| 通算     | 通算     | 通算    | 1      | 0      | 0      | 0      | 1    | 0    |